# Hełmówka piaskowa
Hełmówka piaskowa (Galerina embolus (Fr.) P.D. Orton) – gatunek grzybów należący do rodziny Hymenogastraceae.

## Systematyka i nazewnictwo
Pozycja w klasyfikacji według Index Fungorum: Galerina, Hymenogastraceae, Agaricales, Agaricomycetidae, Agaricomycetes, Agaricomycotina, Basidiomycota, Fungi.
Po raz pierwszy takson ten zdiagnozował w 1838 roku Elias Fries, nadając mu nazwę Agaricus embolus. Obecną, uznaną przez Index Fungorum nazwę, nadał mu w 1960 roku Peter D. Orton. Synonimy:
- Galera embolus (Fr.) Quél. 1886
- Naucoria embola (Fr.) Quél.
- Tubaria embolus (Fr.) P. Karst. 1879
- Tubaria embolus var. madagascarensis Henn. 1893

Nazwę polską zaproponował Władysław Wojewoda w 2003 r.

## Morfologia
Kapelusz
O średnicy 4–15 (20) mm, u młodych owocników wypukły, czasami brodawkowaty lub z małym tępym garbkiem, u starszych płaski lub nawet lekko pępkowaty. Powierzchnia płowomiodowa lub daktylowobrązowa, czasami bledsza, żółtawomiodowa na brzegu, w stanie suchym żółtawa lub żółtawoochrowa na środku, w stanie wilgotnym prążkowana, prążki ciemnobrązowe, matowe lub lekko jedwabiście-łuskowate w miejscach, gdzie jest suchy.
Blaszki grzyba
16–20 z blaszeczkami (l = 0–3), przyrośnięte, wykrojone z ząbkiem lub nieco zbiegające, zwykle rzadkie, od prawie trójkątnych do brzuchatych, początkowo jasnoochrowe lub żółtawomiodowe, następnie silnie ochrowe do płowomiodowych lub rdzawomiodowych, dość grube, czasami rozwidlone w pobliżu brzegu kapelusza lub żyłkowane po bokach lub przeplatane. Ostrza jaśniejsze, początkowo kłaczkowate.
Trzon
Wysokość 10–25 mm, grubość 0,5–1,5 mm, zwężony ku dołowi, rzadziej prawie równy, często wygięty, sporadycznie spłaszczony, zwarty, gąbczasto-włóknisty wewnątrz, często dość twardy, podstawa, gdy rośnie, często otoczona zbitą masą grzybni i piasku. Powierzchnia początkowo daktylowobrązowa lub płowomiodowa, potem u podstawy kasztanowa lub ciemnoczerwona, drobno białawo jedwabiście włókienkowato prążkowana, wierzchołek u młodych okazów lekko białawo oprószony.
Miąższ
Cienki, jednobarwny na całej grubości, bez zapachu i bez smaku lub o słabym, grzybowym smaku.
Cechy mikroskopowe
Zarodniki eliptyczne, gładkie, o rozmiarach 7,5–8,5 × 4,5–5,0 μm, w hymenium różnokształtne cheilocystydy.

## Występowanie i siedlisko
Gatunek bardzo rzadki, znany w niektórych tylko krajach Europy. Na północy sięga zasięgiem aż po archipelag Svalbard. W piśmiennictwie naukowym na terenie Polski do 2003 r. podano jedno tylko stanowisko (Słowiński Park Narodowy, 1983). Rozprzestrzenienie w Polsce i stopień zagrożenia nie są znane.
Saprotrof rozwijający się na wydmach wśród mchów, traw i opadłych liści.